# Дравенский (национальный парк)
Дравенский (пол. Drawieński Park Narodowy) — национальный парк на северо-западе Польши. Расположен на границе Любуского и Западно-Поморского воеводств.

## География
Парк был создан в 1990 году; изначально его площадь составляла 86,91 км². Впоследствии расширен до 114,41 км² из которых 96,14 км² занято лесами; 9,37 км² — занято внутренними водами и 3,86 км² — прочими территориями. Парк представляет собой долину реки Драва, по имени которой он и был назван. На территории имеется меромиктическое озеро Чарне площадью 3,7 км². Высшая точка территории парка составляет 106 м над уровнем моря. Штаб-квартира парка находится в городке Дравно Хощненского повята.

## Флора и фауна
Флора представлена реликтовыми дубовыми лесами. Леса с возрастом деревьев более 81 года покрывают более 40 % территории Дравенского парка. Здесь встречаются 129 видов птиц, 40 видов млекопитающих, 7 видов рептилий и 13 видов амфибий. В реках и озёрах обитают 30 видов рыб. Из млекопитающих можно отметить: благородного оленя, европейскую косулю, обыкновенного бобра, выдру, кабана, енотовидную собаку, енота-полоскуна, американскую норку и евразийского волка.